# Hampton (Nebraska)
Hampton és una població dels Estats Units a l'estat de Nebraska. Segons el cens del 2000 tenia 439 habitants.

## Demografia
Segons el cens del 2000, Hampton tenia 439 habitants, 179 habitatges, i 124 famílies. La densitat de població era de 513,6 habitants per km².
Dels 179 habitatges en un 31,8% hi vivien nens de menys de 18 anys, en un 63,7% hi vivien parelles casades, en un 3,9% dones solteres, i en un 30,7% no eren unitats familiars. En el 26,8% dels habitatges hi vivien persones soles el 17,9% de les quals corresponia a persones de 65 anys o més que vivien soles. El nombre mitjà de persones vivint en cada habitatge era de 2,45 i el nombre mitjà de persones que vivien en cada família era de 3,01.
Per edats la població es repartia de la següent manera: un 25,5% tenia menys de 18 anys, un 5,7% entre 18 i 24, un 27,8% entre 25 i 44, un 21,4% de 45 a 60 i un 19,6% 65 anys o més.
L'edat mediana era de 40 anys. Per cada 100 dones de 18 o més anys hi havia 100,6 homes.
La renda mediana per habitatge era de 42.692 $ i la renda mediana per família de 46.563 $. Els homes tenien una renda mediana de 28.500 $ mentre que les dones 20.250 $. La renda per capita de la població era de 18.458 $. Aproximadament l'1,5% de les famílies i el 2,1% de la població estaven per davall del llindar de pobresa.

## Poblacions més properes
El següent diagrama mostra les poblacions més properes.